# キャノン・グループ
キャノン・グループ（The Cannon Group, Inc.）は、かつて存在したアメリカの企業グループ。グループ内には、個性的な中低予算映画の製作で知られたキャノン・フィルムズ（Cannon Films）、大規模な国際的映画館チェーン（Cannon Cinemas）、国際市場に多額の投資を行ったキャノン・ビデオ（Cannon Video）を含んだ。キャノン・フィルムズ作品はアメリカ本国は元よりイギリスでの人気が非常に高く、イギリスにも直営の映画館チェーンを所有していた。

## 歴史

### 1967–1979: 始まり
キャノン・フィルムズは、1967年10月23日にデニス・フリードランドとクリス・デューイが設立した。
スウェーデン製のソフトポルノ映画『早熟』『女の歓び』の英語版製作のほか、ピーター・ボイル主演の『ジョー』等で成功を収めるが、その後は不作が続き株価も下落していく。

### 1979–1985: ゴーラン・グローバス時代
1979年、深刻な財政難にあったフリードランドとデューイによるキャノンを、$500,000でイスラエル人の映画製作者メナハム・ゴーランとヨーラン・グローバス従兄弟が買収する。
1980年代のキャノンは、当時、B級映画に飢えていた市場を捉えた『狼よさらば』の続編“Death Wish series” や『地獄のコマンド』、『デルタ・フォース』などのチャック・ノリスのアクション映画で最も記憶されている。キャノン最大のヒット作の一つに、チャック・ノリスのベトナム戦争アクション『地獄のヒーロー』がある、映画は『ランボー』シリーズとのイミテーション論争を巻き起こした。また、自警団員スリラー『エクスタミネーター2』（『エクスタミネーター』（1980年）の続編）があり、さらには『ブレイクダンス』、『ブレイクダンス2/ブーガルビートでT.K.O!』のようなミュージカル・コメディ映画によりキャノンは実は遥かに変化に富んだ作品群を輩出していた。
それは『グローイング・アップ/ラスト・バージン』と『アップル』の米国リリース。『チャタレイ夫人の恋人』、『ボレロ/愛欲の日々』や『魔性の女スパイ』（1985）などのコスチュームプレイ・ドラマ。『超人ヘラクレス』、『スペースバンパイア』と『グレート・バーバリアン』のようなSFやファンタジー映画。
其らだけではなく、ジョン・カサヴェテスの『ラヴ・ストリームス』、フランコ・ゼフィレッリの『オテロ』（ジュゼッペ・ヴェルディのオペラの映画化）、アンドレイ・コンチャロフスキーの『暴走機関車』や『或る人々』、ノーマン・メイラーの『タフガイは踊らない』等のシリアスな文芸映画。 
そして3D映画“Treasure of the Four Crowns” 、『ロマンシング・アドベンチャー/キング・ソロモンの秘宝』、『コブラ』や『アメリカン忍者』のようなアクション/アドベンチャー映画。
これらの年の間キャノンは、毎年、カンヌ国際映画祭にて、派手なビルボードやコンセプト・ポスターのみによる強引な映画セールスを展開した。翌年の公開ラインナップを発表し映画の完成前にプリセールスを完了する。そしてそのプリセールスによる売り上げで逆に映画を製作するという手法である。このような強い広告力は、ゴーランとダニー・ディムボートのセールス・スキルによるものであり、それは十分な製作資金を生み出した。プレセール総額の集金が完了するまでの間は、オランダのスレーブブルク銀行がつなぎ融資を担った。

### 1986–1989: 後年
1986年にキャノンはピークを迎え、1年間に43本の映画を製作するまでに至った。
同年に配給した映画の芸術的評価も高く、『追想のかなた』はアカデミー外国語映画賞とゴールデングローブ賞外国語映画賞を受賞し、『オテロ』は英国アカデミー賞とゴールデングローブ賞の外国語映画賞にノミネートされた。
その他、キャノン・ムービー・テールズ（Cannon Movie Tales）シリーズという童話の実写化シリーズも製作した。
キャノン映画が批評家から酷評される事に心を痛めていたゴーランはやがてアート・ムービーにも着手するようになり、『ゴダールのリア王』を製作するが興行的には失敗に終わる。
更に『スーパーマンIV』『オーバー・ザ・トップ』『マスターズ/超空の覇者』などの大作が立て続けに失敗し、経営が大幅に落ち込むことになる。

#### スパイダーマン
キャノンはスパイダーマンの映画化権を所有しており、1980年代半ばにスパイダーマン映画の製作を計画していた。ゴーランとグローバスは、22万5千ドルをかけて、マーベルから『スパイダーマン』の映画化権を5年間ライセンスした。だが、結局映画が制作されることはなく、権利はマーベルに戻った。

#### 英国のパテの所有権
破綻寸前のキャノンは、ジャンカルロ・パレッティが経営するパテに買収された。
1989年になると、ゴーランはパレッティやグローバスとの不和を理由に職を辞し、キャノンを離れ、21世紀フィルム・コーポレーションを設立した。

### 1990–1994: リニューアルと終焉
1990年にパテがMGMとパテの合併の一環としてメトロ・ゴールドウィン・メイヤーを支配下に置くと、キャノン・フィルムズのライブラリーの大部分はMGMライブラリーの一部となった。
パレッティはスタジオ購入時に負った債務を履行せず経営権を失うことになった。また、融資元のクレディ・リヨネがパレッティの解任を正当化するために1991年に起こした民事訴訟に於いて、虚偽の証言をしたことによりパレッティは偽証罪及び証拠改ざん罪で有罪判決を受けた。
キャノンの制作した最後の映画は『チャック・ノリス in ヘルバウンド/地獄のヒーロー5』。1994年にキャノンは倒産した。

### その後
2014年にはメナヘム・ゴーランとヨーラム・グローバスを描いた『キャノンフィルムズ爆走風雲録』というドキュメンタリー作品が公開された。

## キャノン・グループ・ライブラリーの所有権
MGMホーム・エンターテイメントは、現在キャノン映画のライブラリーのほとんどを所有している会社である。
ワーナー・ブラザース ホームエンターテイメントは、親会社であるワーナー・ブラザース・ピクチャーズが、現在キャノンの1991年以降の作品と、キャノンが製作し、ワーナーが配給したタイトルを所有している。また、ワーナー・ブラザース ホームエンターテイメントは、MGM/FOXのホームメディア契約が6月30日に終了した結果、2020年7月1日からMGMホーム・エンターテイメントからのライセンスを受けて新たに配給会社となり、ワーナーがキャノン映画の全ライブラリーを（MGMと共に）世界中のホームメディアで配信できるようになっている。
キャノン・ライブラリーの大半のテレビ放映権を保有するのはパラマウント・ピクチャーズ。

## 参考
1. ↑  Stark (2022年8月15日). “HOLLYWOOD HISTORY: The Rise And Fall Of Cannon” (英語). The Last Movie Outpost. 2022年11月3日閲覧。
2. ↑  John, Uncle (2015年5月7日). “Cannon Films: The Craziest Studio in Hollywood History” (英語). Portable Press. 2022年11月3日閲覧。
3. ↑  “『メナヘム・ゴーランとヨーラム・グローバスの「キャノンフィルムズ」 | nobodymag”. www.nobodymag.com. 2022年11月3日閲覧。
4. ↑  “The Marvel Superhero Movies That Never Were: The Mid 80s SPIDER-MAN: THE MOVIE - Warped Factor - Words in the Key of Geek.”. www.warpedfactor.com. 2022年11月3日閲覧。